# 二王庙
二王庙位于中国四川省都江堰市，座落于岷江东岸的玉垒山麓，与都江堰渠首隔内江相望，奉祀着川主李冰父子，是一座四川本土川主信仰宫观建筑。
1980年7月7日列為四川省重新確定公布的第一批省級文物保護單位。1982年2月24日公佈為第二批全國重點文物保護單位。
二王庙始建于东汉，原为纪念古蜀国望帝杜宇的以及叢帝鱉靈所創的“望叢祠”。南齐建武年间（497年）改为“崇德祠”，改奉李冰石像。宋开宝五年（972年），增奉传说中的李冰之子李二郎石像。五代之后，随着李冰父子相继被敕封为王，清乾隆时之《灌县志》中称“二郎庙”，后遂称之曰“二王庙”。
二王庙大殿奉李二郎（二郎神），后殿奉李冰夫妇，此外还有送生堂、圣母殿、老君殿、魁星阁等，依山势布局，穿插于山林之间，从各处殿宇都能俯瞰到都江堰的全景。庙内石壁上刻有李冰传下的“深掏摊，低作堰”、“遇湾截角，逢正抽心”等治水口诀，还有许多与李冰父子以及都江堰相关的匾额、对联和石碑。每年清明都江堰放水前，伏龙观和二王庙处都会举行盛大“官祭”仪式祭祀李冰父子，祈望他们保佑当年风调雨顺、五谷丰登。又传说农历六月廿四日、六月廿六日分别是二郎和李冰的生日，因此每年六月廿四日前后为“民祭”。川西平原灌区乡民于此间纷纷来二王庙祭把，每日多达万人。《灌县乡土志》记载：“每岁插秧毕，蜀人奉香烛，把李王，络绎不绝。”
2008年5月12日四川汶川八級大地震，二王廟古建築群損毁嚴重。修缮工作盡量使用建筑的原有材料，按原圖纸在原地進行修復。工程已於2011年完成。